# كامبل هارفي
كامبل هارفي هو اقتصادي كندي، ولد في 23 يونيو 1958.